# Zintegrowany system zarządzania
Zintegrowany system zarządzania – połączenie procesów, procedur i praktyk działania stosowanych w organizacji w celu wdrożenia jej polityki, które może być bardziej skuteczne w osiąganiu celów wynikających z polityki niż podejście poprzez oddzielne systemy.
Wdrożenie zintegrowanego systemu zarządzania jest polecanym i najkorzystniejszym rozwiązaniem dla organizacji, która ma zamiar wprowadzić kilka różnych systemów zarządzania. W zależności od specyfiki branży i planów, jakie organizacja chce zrealizować w danym czasie, wdraża ona zintegrowany system zarządzania składający się z różnych podsystemów. Zazwyczaj podstawą większości takich projektów jest system zarządzania jakością zgodny z wymaganiami normy ISO 9001. Najczęściej integracja dotyczy dwóch lub trzech wybranych systemów. Wiele przedsiębiorstw integruje:
- system zarządzania jakością ISO 9001,
- system zarządzania środowiskowego ISO 14001,
- system zarządzania bezpieczeństwem i higieną pracy PN-N /OHSAS 18001,
- system zarządzania bezpieczeństwem informacji ISO/IEC 27001,
- systemy sektorowe (ISO 22000, IFS, BRC, HACCP, GMP+, GMP, GHP),
- wymagania APQP.

Integracja systemów zarządzania wynika głównie z potrzeby funkcjonowania kilku wdrożonych systemów. Bez względu na motywy ich wdrożenia większość organizacji osiąga przynajmniej podstawowy jej poziom, tj. integracje dokumentacji. Istnieje wiele modeli wskazujących na skuteczny sposób integracji systemów. Ich wspólna cechą jest wykorzystanie cyklu PDCA.
Wdrożony i certyfikowany zintegrowany system zarządzania przyczynia się do:
- bardziej harmonijnego i dynamicznego rozwoju przedsiębiorstwa,
- minimalizacji i optymalizacji kosztów związanych z wdrożeniem i utrzymywaniem systemu – możliwość jednoczesnego procesu certyfikacji i sprawowania nadzoru nad systemem, a tym samym wzrost zysków i rentowności firmy,
- lepszej organizacji pracy, jednoznacznego określenia zadań, kompetencji i odpowiedzialności pracowników oraz ich gotowości do spełniania wymagań klienta,
- uporządkowania i eliminacji dublujących się działań we wszystkich obszarach przedsiębiorstwa oraz zmniejszenia niezgodności wewnętrznych,
- efektywnego gospodarowania posiadanymi zasobami,
- ujednolicenia i zmniejszenia ilości dokumentacji – powiązania ze sobą w sposób przejrzysty i logiczny procedur, jak i procesów odnoszących się do różnych systemów,
- zwiększenia elastyczności we wprowadzaniu zmian,
- usprawnienia zarządzania oraz działań i stworzenie podstawy do ewentualnego wprowadzenia w przedsiębiorstwie idei TQM – Total Quality Management (Kompleksowego Zarządzania Jakością),
- ułatwienia w spełnianiu wymogów prawnych i zapewnienia szybkiego dostosowania uregulowań wewnętrznych do zmian zachodzących w obowiązującym systemie prawnym,
- wzmacniania pozycji firmy na rynku, zwłaszcza rynku Unii Europejskiej,
- pozytywnego kształtowania wizerunku firmy w oczach klientów, kontrahentów, oraz społeczeństwa, czy jednostek nadzorujących ze strony państwa,
- wzrostu prestiżu oraz zaufania do firmy.